# ABC Futebol Clube
L'ABC Futebol Clube, noto anche semplicemente come ABC, è una società calcistica brasiliana con sede nella città di Natal, capitale dello stato del Rio Grande do Norte.

## Storia
Il 29 giugno 1915, più precisamente alle 13, i giovani di Natal si riunirono nell'Avenida Rio Branco, dietro il Teatro Carlos Gomes, oggi conosciuto come Alberto Maranhão, per decidere la creazione della prima squadra di calcio del Rio Grande do Norte. L'incontro per formalizzare la fondazione del club si è svolto presso la residenza del colonnello Avelino Alves Freire, stimato commerciante e presidente dell'Associazione Commerciale della RN.
Il primo passo dell'incontro è stato quello di scegliere un nome per la nuova associazione. E, su suggerimento del socio fondatore José Potiguar Pinheiro, il primo club della RN adottò il nome ABC Futebol Clube, approvato all'unanimità. L'insieme delle lettere ABC ha reso un giusto omaggio al patto di amicizia fraterna, sostenuto diplomaticamente dai paesi Argentina, Brasile e Cile, che mirava alla cooperazione reciproca tra questi tre paesi ed è stato sancito con la firma del Patto ABC, le cui lettere si riferiscono a le iniziali dei tre paesi.
Fu inoltre deciso, su proposta del figlio del colonnello Avelino Freire, João Emílio Freire, che da quel momento in poi i colori bianco e nero sarebbero stati adottati come colori ufficiali dal club.
Successivamente è arrivato il momento di eleggere gli uomini che avrebbero avuto l’onore di partecipare al primo consiglio direttivo bianconero. Ed era così composto: João Emílio Freire—presidente, José Potiguar Pinheiro—vicepresidente, Manoel Dantas Moura—1° segretario, Solon Rufino Aranha—2° segretario, Avelino Freire Filho—tesoriere e José dos Santos—direttore sportivo. Questi uomini coraggiosi furono a capo dell'ABC, dal 29 giugno 1915 al 3 giugno 1916.

## Palmarès

### Competizioni nazionali
- Campeonato Brasileiro Série C: 1

2010

### Competizioni statali
- Campionato Potiguar: 57

1920, 1921, 1923, 1925, 1926, 1928, 1929, 1932, 1933, 1934, 1935, 1936, 1937, 1938, 1939, 1940, 1941, 1944, 1945, 1947, 1950, 1953, 1954, 1955, 1958, 1959, 1960, 1961, 1962, 1965, 1966, 1970, 1971, 1972, 1973, 1976, 1978, 1983, 1984, 1990, 1993, 1994, 1995, 1997, 1998, 1999, 2000, 2005, 2007, 2008, 2010, 2011, 2016, 2017, 2018, 2020, 2022
- Copa RN: 1

2005

### Altri piazzamenti
- Copa do Nordeste:

Finalista: 2010
Semifinalista: 2003, 2018, 2023
- Campeonato Brasileiro Série D:

Semifinalista: 2021